# Sarah Utterback
Sarah Uterback (n. 12 de enero de 1982) es una actriz estadounidense, reconocida por su papel como la Enfermera Olivia Harper y la novia de George O'malley en la serie Grey's Anatomy de ABC. También es productora de cine y teatro.

## Vida personal
Estudió drama en la Royal Academy of Dramatic Art en Londres. Es la fundadora de Rushforth Productions y la Compañía de Teatro IAMA en Los Ángeles, California.

## Carrera
Los créditos en cine y televisión incluyen My First Time Driving, Ghost Whisperer, Cold Case, Family Guy, Médium y Grey's Anatomy. Produjo el cortometraje Who You Know (2007).